# Qualificazioni al campionato mondiale di calcio 2018 - CAF - Seconda fase

## Formula
Le 13 squadre arrivate dal primo turno vengono sorteggiate con le migliori 27 in modo da avere venti scontri diretti.
Le 20 vincenti avanzano al terzo turno.
Nella prima urna vengono inserite le squadre occupanti le posizioni del ranking 1-13, nella seconda le squadre occupanti le posizioni del ranking 14-20, nella terza le squadre occupanti le posizioni del ranking 21-27 mentre nella quarta le squadre vincitrici del primo round.
| Urna 1 | Urna 2 | Urna 3                                                                                           | Urna 4 |
| --- | --- | ------------------------------------------------------------------------------------------------ | --- |
| - Algeria (19) - Costa d'Avorio (21) - Ghana (25) - Tunisia (32) - Senegal (39) - Camerun (42) - Rep. del Congo (47) - Capo Verde (52) - Egitto (55) - Nigeria (57) - Guinea (58) - RD del Congo (60) - Mali (61) | - Guinea Equatoriale (63) - Gabon (65) - Sudafrica (70) - Zambia (71) - Burkina Faso (72) - Uganda (73) - Ruanda (78) | - Togo (83) - Marocco (84) - Sudan (90) - Angola (92) - Mozambico (95) - Benin (96) - Libia (96) | - Niger (96) - Etiopia (101) - Namibia (114) - Kenya (116) - Botswana (120) - Madagascar (122) - Mauritania (128) - Burundi (131) - eSwatini (138) - Tanzania (139) - Liberia (161) - Ciad (173) - Comore (187) |

## Partite

### Risultati
| Squadra 1  | Totale          | Squadra 2          | Andata | Ritorno |
| ---------- | --------------- | ------------------ | ------ | ------- |
| Niger      | 0 - 3           | Camerun            | 0 - 3  | 0 - 0   |
| Mauritania | 2 - 4           | Tunisia            | 1 - 2  | 1 - 2   |
| Namibia    | 0 - 3           | Guinea             | 0 - 1  | 0 - 2   |
| Etiopia    | 4 - 6           | Rep. del Congo     | 3 - 4  | 1 - 2   |
| Ciad       | 1 - 4           | Egitto             | 1 - 0  | 0 - 4   |
| Comore     | 0 - 2           | Ghana              | 0 - 0  | 0 - 2   |
| eSwatini   | 0 - 2           | Nigeria            | 0 - 0  | 0 - 2   |
| Botswana   | 2 - 3           | Mali               | 2 - 1  | 0 - 2   |
| Burundi    | 4 - 5           | RD del Congo       | 2 - 3  | 2 - 2   |
| Liberia    | 0 - 4           | Costa d'Avorio     | 0 - 1  | 0 - 3   |
| Madagascar | 2 - 5           | Senegal            | 2 - 2  | 0 - 3   |
| Kenya      | 1 - 2           | Capo Verde         | 1 - 0  | 0 - 2   |
| Tanzania   | 2 - 9           | Algeria            | 2 - 2  | 0 - 7   |
| Sudan      | 0 - 3           | Zambia             | 0 - 1  | 0 - 2   |
| Libia      | 4 - 1           | Ruanda             | 1 - 0  | 3 - 1   |
| Marocco    | 2 - 1           | Guinea Equatoriale | 2 - 0  | 0 - 1   |
| Mozambico  | 1 - 1 (3-4 dcr) | Gabon              | 1 - 0  | 0 - 1   |
| Benin      | 2 - 3           | Burkina Faso       | 2 - 1  | 0 - 2   |
| Togo       | 0 - 4           | Uganda             | 0 - 1  | 0 - 3   |
| Angola     | 1 - 4           | Sudafrica          | 1 - 3  | 0 - 1   |

### Andata
| Arbitro: | Nunkoo |

|             |           |  |
| Pelembe 54’ | Marcatori |  |

| Arbitro: | Benouza |

|  |           |             |
|  | Marcatori | 28’ Kalengo |

| Arbitro: | Fakudze |

|                 |           |                            |
| Amissi 28’, 83’ | Marcatori | 5’ Bolasie 86’, 88’ Mubele |

| Arbitro: | Jihed |

|  |           |           |
|  | Marcatori | 27’ Keita |

| Arbitro: | El Ahrach |

|                                |           |              |
| Sessègnon 45’ (rig.) Bello 84’ | Marcatori | 51’ Nakoulma |

| Arbitro: | Yakhouba Keita |

|  |           |          |
|  | Marcatori | 39’ Miya |

| Arbitro: | Daniel Frazer Bennett |

|                         |           |  |
| El-Arabi 30’ Bammou 66’ | Marcatori |  |

| Arbitro: | Munyemna |

|                                      |           |                     |
| Andriatsima 27’ Rakotoharimalala 54’ | Marcatori | 71’ Konaté 81’ Mané |

| Mitsamiouli 13 novembre 2015, ore UTC | Comore   | 0 – 0 referto | Ghana | Stade Said Mohamed Cheikh\| Arbitro: \| Matemera \| |
| Arbitro:                              | Matemera |               |       |                                                     |

| Arbitro: | Denis Dembélé |

|           |           |  |
| Olunga 9’ | Marcatori |  |

| Arbitro: | Malang Diedhiou |

|                     |           |  |
| Al-Badri 48’ (rig.) | Marcatori |  |

| Arbitro: | Tessema Bamlak |

|           |           |                                       |
| Gelson 2’ | Marcatori | 14’ Rantie 20’ Gabuza 82’ (rig.) Jali |

| Arbitro: | Noureddine El Jafari |

|  |           |                                   |
|  | Marcatori | 36’ M'Bia 39’ Aboubakar 40’ Salli |

| Arbitro: | Youssef Essrayri |

|  |           |            |
|  | Marcatori | 44’ Cyriac |

| Lobamba 13 novembre 2015, ore UTC | eSwatini       | 0 – 0 referto | Nigeria | Somhlolo National Stadium\| Arbitro: \| Germaine Koole \| |
| Arbitro:                          | Germaine Koole |               |         |                                                           |

| Arbitro: | Eric Otogo-Castane |

|             |           |                          |
| N'Diaye 22’ | Marcatori | 62’ Khazri 68’ Chikhaoui |

| Arbitro: | Mohamed Said Kordi |

|                                    |           |                                                 |
| Kebede 41’ Fekadu 82’ Bekele 90+1’ | Marcatori | 43’ Bifouma 63’ Ondama 75’ N'Dinga 81’ Binguila |

| Arbitro: | Mahamadou Keita |

|                       |           |                  |
| Maguri 43’ Samata 55’ | Marcatori | 72’, 75’ Slimani |

| Arbitro: | Adelaide Ali |

|                            |           |         |
| Gadibolae 14’ Mogorosi 24’ | Marcatori | 56’ Sow |

| Arbitro: | Anietie Ferdinand Udoh |

|                |           |  |
| N'Douassel 73’ | Marcatori |  |

### Ritorno
| Arbitro: | Bernard Camille |

|                                                 |                      |                                                 |
| Evouna 2’                                       | Marcatori            |                                                 |
| Biyogo Poko Evouna Tandjigora Obiang Aubameyang | Tiri di rigore 4 – 3 | Zainadine Júnior Miquissone Clésio Pelembe Miró |

| Arbitro: | Hamada Nampiandraza |

|                        |           |  |
| Massa 4’ Miya 41’, 45’ | Marcatori |  |

| Arbitro: | Bakary Gassama |

|                         |           |  |
| Musonda 59’ Kalengo 81’ | Marcatori |  |

| Arbitro: | Luelseghed Ghebremichael |

|                                 |           |                                     |
| N'Kololo 17’ Bolasie 78’ (rig.) | Marcatori | 28’ (aut.) Mbokani 89’ (rig.) Razak |

| Arbitro: | Janny Sikazwe |

|               |           |  |
| da Gracia 15’ | Marcatori |  |

| Arbitro: | Bienvenu Sinko |

|                     |           |  |
| Sylla 43’ Keïta 79’ | Marcatori |  |

| Arbitro: | Djamal Aden |

|                 |           |                                    |
| Tuyisenge 45+3’ | Marcatori | 36’, 90+3’ El Monir 48’ Al Ghanodi |

| Yaoundé 17 novembre 2015, ore UTC | Camerun       | 0 – 0 referto | Niger | Stade Ahmadou Ahidjo\| Arbitro: \| Gehad Gerisha \| |
| Arbitro:                          | Gehad Gerisha |               |       |                                                     |

| Arbitro: | El Fadil Mohamed |

|                         |           |            |
| N'Ganga 48’ Bifouma 53’ | Marcatori | 28’ Kebede |

| Arbitro: | Jackson Pavaza |

|                       |           |  |
| Moses 51’ Ambrose 87’ | Marcatori |  |

| Arbitro: | Mohamed Ragab |

|                     |           |  |
| Wakaso 18’ Ayew 85’ | Marcatori |  |

| Arbitro: | Thierry Nkurunziza |

|                                     |           |  |
| El Neny 5’ Said 10’ Hassan 36’, 40’ | Marcatori |  |

| Arbitro: | Denis Batte |

|                           |           |            |
| Ben Youssef 51’ Bguir 85’ | Marcatori | 71’ Bessam |

| Arbitro: | Davies Omweno |

|                    |           |  |
| Manucho 66’ (aut.) | Marcatori |  |

| Arbitro: | Lazard Tsiba |

|                       |           |  |
| Sio 16’, 35’ Seri 64’ | Marcatori |  |

| Arbitro: | Mehdi Abid Charef |

|                                |           |  |
| Pitroipa 17’ (rig.) Traoré 71’ | Marcatori |  |

| Arbitro: | Sidi Alioum |

|                                                                                   |           |  |
| Brahimi 1’ Ghoulam 23’, 59’ (rig.) Mahrez 43’ Slimani 49’ (rig.), 75’ Medjani 75’ | Marcatori |  |

| Arbitro: | Joseph Lamptey |

|                 |           |  |
| Héldon 45’, 52’ | Marcatori |  |

| Arbitro: | Joshua Bondo |

|                                  |           |  |
| Kouyaté 20’ Konaté 53’ Diouf 82’ | Marcatori |  |

| Arbitro: | Ali Lemghaifry |

|                             |           |  |
| Diabaté 10’ (rig.) Sako 30’ | Marcatori |  |